# Sapardos

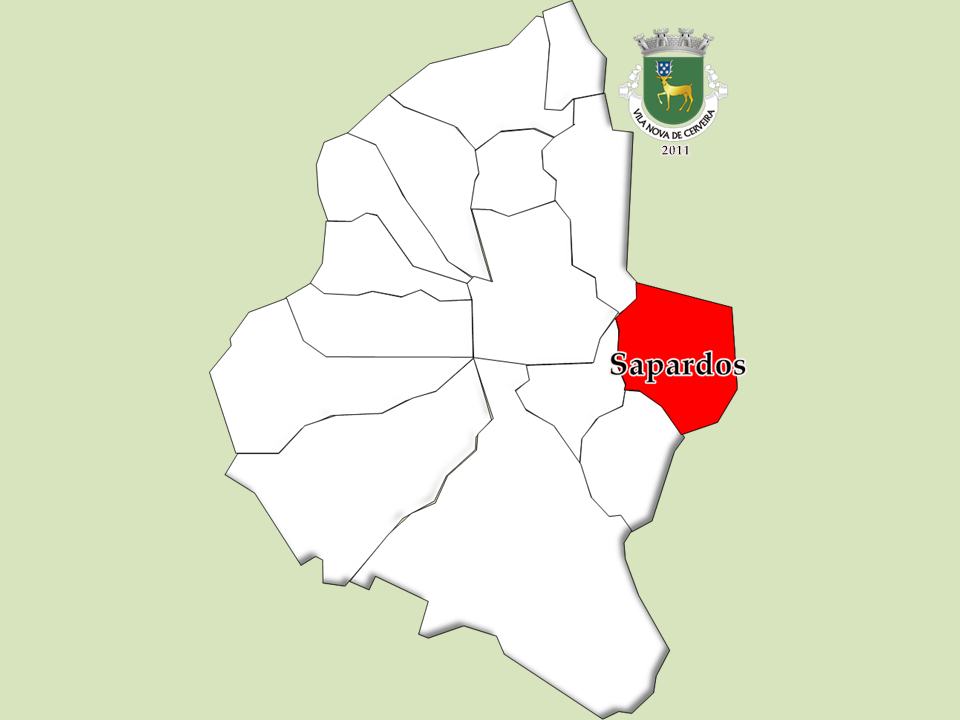
Freguesia de Sapardos

Sapardos é uma povoação portuguesa sede da Freguesia de Sapardos do Município de Vila Nova de Cerveira, freguesia com 6,44 km² de área e 330 habitantes (censo de 2021), tendo, por isso, uma densidade populacional de 51,2 hab./km².

## Demografia
A população registada nos censos foi:
| Distribuição da População por Grupos Etários | Distribuição da População por Grupos Etários | Distribuição da População por Grupos Etários | Distribuição da População por Grupos Etários | Distribuição da População por Grupos Etários |
| -------------------------------------------- | -------------------------------------------- | -------------------------------------------- | -------------------------------------------- | -------------------------------------------- |
| Ano                                          | 0-14 Anos                                    | 15-24 Anos                                   | 25-64 Anos                                   | > 65 Anos                                    |
| 2001                                         | 40                                           | 57                                           | 182                                          | 110                                          |
| 2011                                         | 39                                           | 31                                           | 184                                          | 112                                          |
| 2021                                         | 24                                           | 26                                           | 150                                          | 130                                          |

## Património
O Instituto da Habitação e da Reabilitação Urbana considera o seguinte património na freguesia:
- Capela da Senhora da Guia - Arquitetura religiosa.
- Capela de São Brás - Arquitetura religiosa, setecentista remodelada. Junto à porta de entrada lateral conserva-se um fragmento de marco miliário romano com resto de epígrafe.
- Cruzeiro e Alminhas de Sapardos - Arquitctura religiosa.
- Igreja Paroquial de Sapardos / Igreja de São Miguel Arcanjo - Arquitetura religiosa, maneirista e barroca.

## Equipamentos
Tem uma pista de motocross que também é usada para rally cross. 